# Trần Thị Huân
Trần Thị Huân (chữ Hán: 陳氏勳; ? – ?), còn có tên húy là Lại, phong hiệu Tứ giai Huệ tần (四階惠嬪), là một cung tần của vua Minh Mạng nhà Nguyễn trong lịch sử Việt Nam.

## Tiểu sử
Huệ tân Trần Thị Huân nguyên quán ở huyện Diên Khánh, tỉnh Quảng Nam. Phụ thân của bà là ông Trần Văn Hùng, sau được truy tặng chức Vệ úy. Năm sinh năm mất của bà đều không được sử sách ghi lại. Bà vào hầu vua Minh Mạng từ thuở ông còn ở nơi tiềm để. Khi vua Minh Mạng lên ngôi, phong rõ bà trải qua những chức gì. Đến năm 1838, bà được tấn phong làm Huệ tần (惠嬪) ở hàng Tứ giai.
Sau khi qua đời, Huệ tần Trần thị được ban thụy là Uyển Thuận (婉順). Tẩm mộ của bà Huệ tân hiện nay tọa lạc tại phường Thủy Xuân, Huế. Không xa đó là mộ của Kỳ ngoại hầu Hồng Tuần, cháu nội của bà (Hồng Tuần là con của An Quốc công Miên Ngung).

## Hậu duệ
Huệ tần Trần Thị Huân sinh cho vua Minh Mạng tổng cộng 6 hoàng tử và 9 hoàng nữ. Bà cũng là phi tần sinh cho Minh Mạng nhiều con nhất.
- An Cát Công chúa Nguyễn Phúc Nhu Thục (16 tháng 12 năm 1819 – 1886), hoàng nữ thứ 9.
- Nguyễn Phúc Miên Trạch (18 tháng 5 năm 1824 – 15 tháng 2 năm 1826), hoàng tử thứ 28. Tảo thương.
- Quảng Ninh Quận vương Nguyễn Phúc Miên Mật (17 tháng 8 năm 1825 – 23 tháng 5 năm 1847), hoàng tử thứ 30.
- Nghĩa Hòa Công chúa Nguyễn Phúc Tường Hòa (14 tháng 6 năm 1827 – 28 tháng 6 năm 1847), hoàng nữ thứ 27.
- Nguyễn Phúc Miên Tỉnh[3] (5 tháng 1 năm 1829 – 30 tháng 7 năm 1837), hoàng tử thứ 43. Tảo thương.
- An Quốc công Nguyễn Phúc Miên Ngung (1 tháng 1 năm 1830 – 18 tháng 10 năm 1853), hoàng tử thứ 48.
- Phương Hương Công chúa Nguyễn Phúc Nhàn An (2 tháng 8 năm 1832 – 6 tháng 4 năm 1854), hoàng nữ thứ 41.
- Xuân Hòa Công chúa Nguyễn Phúc Thục Tư (5 tháng 8 năm 1833 – 15 tháng 3 năm 1879), trước có tên là An Thục, hoàng nữ thứ 43.
- Nguyễn Phúc Miên Thất (30 tháng 7 năm 1834 – 24 tháng 6 năm 1837), hoàng tử thứ 67. Tảo thương.
- Mỹ Duệ Công chúa Nguyễn Phúc Hòa Nhàn (28 tháng 8 năm 1835 – 11 tháng 6 năm 1912), hoàng nữ thứ 48.
- Đa Lộc Công chúa Nguyễn Phúc Nhu Hòa (31 tháng 7 năm 1836 – 7 tháng 8 năm 1929), hoàng nữ thứ 52.
- Thông Lãng Công chúa Nguyễn Phúc Lương Nhàn (13 tháng 1 năm 1838 – 6 tháng 11 năm 1872), hoàng nữ thứ 54.
- Nguyễn Phúc Lương Tĩnh (18 tháng 12 năm 1838 – 18 tháng 1 năm 1840), hoàng nữ thứ 56. Tảo thương.
- Nguyễn Phúc Miên Sách (11 tháng 12 năm 1839 – 27 tháng 1 năm 1856), hoàng tử thứ 77, mất sớm chưa kịp sách phong.
- Nghi Xuân Công chúa Nguyễn Phúc Phúc Tường (8 tháng 7 năm 1841 – 20 tháng 3 năm 1865), hoàng nữ thứ 64 (út nữ của Minh Mạng).